# U-39号潜艇 (1938年)
U-39號是納粹德國海軍的IX-A型U型潛艇，從1938年到二戰初期服役。
她於1936年7月29日被德國海軍訂購，作為德國重新武裝計劃(Aufrüstung)的一部分，根據凡爾賽條約的條款，該計劃是非法的。U-39号的龍骨於1937年6月2日由不來梅的DeSchiMAG AG Weser鋪設。她於1938年12月10日服役，由格哈德·格拉茨（Gerhard Glattes）指揮。
1939年9月14日，在她開始第一次巡邏僅27天后，U-39号試圖通過向她發射兩枚魚雷來擊沉英國海軍的皇家橡樹號戰艦。由於技術缺陷，魚雷在到達目標之前就爆炸了。U-39号立即被三艘英國驅逐艦追捕並被深水炸彈攻擊。在船員設法用當時正在下沉的潛艇重新浮出水面後，所有船員都在撤離過程中被俘。 
U-39号是第一艘在二戰中沉沒的德國U艇。